# جزيرة الحرية
جزيرة الحرية (بالإنجليزية: Liberty Island)‏ هي جزيرة صغيرة غير مأهولة في ميناء نيويورك في الولايات المتحدة، والمعروفة كموقع للتمثال الحرية. على الرغم من ما يسمى منذ بداية القرن 20، فإن اسمها لم يصبح رسمياً إلا في عام 1956. في عام 1937، من خلال إعلان 2250، توسعت في عهد الرئيس فرانكلين روزفلت لتشمل كل من جزيرة بيدلو، وفي عام 1956 وبحسب قانون صادر عن الكونغرس تم رسمياً تسميها بذلك. أصبحت جزءا من السجل الوطني للأماكن التاريخية، جزيرة إيليس وجزيرة الحرية في عام 1966.
تم إغلاق الجزيرة أمام الجمهور منذ إعصار ساندي في أكتوبر 2012.

## الجغرافيا

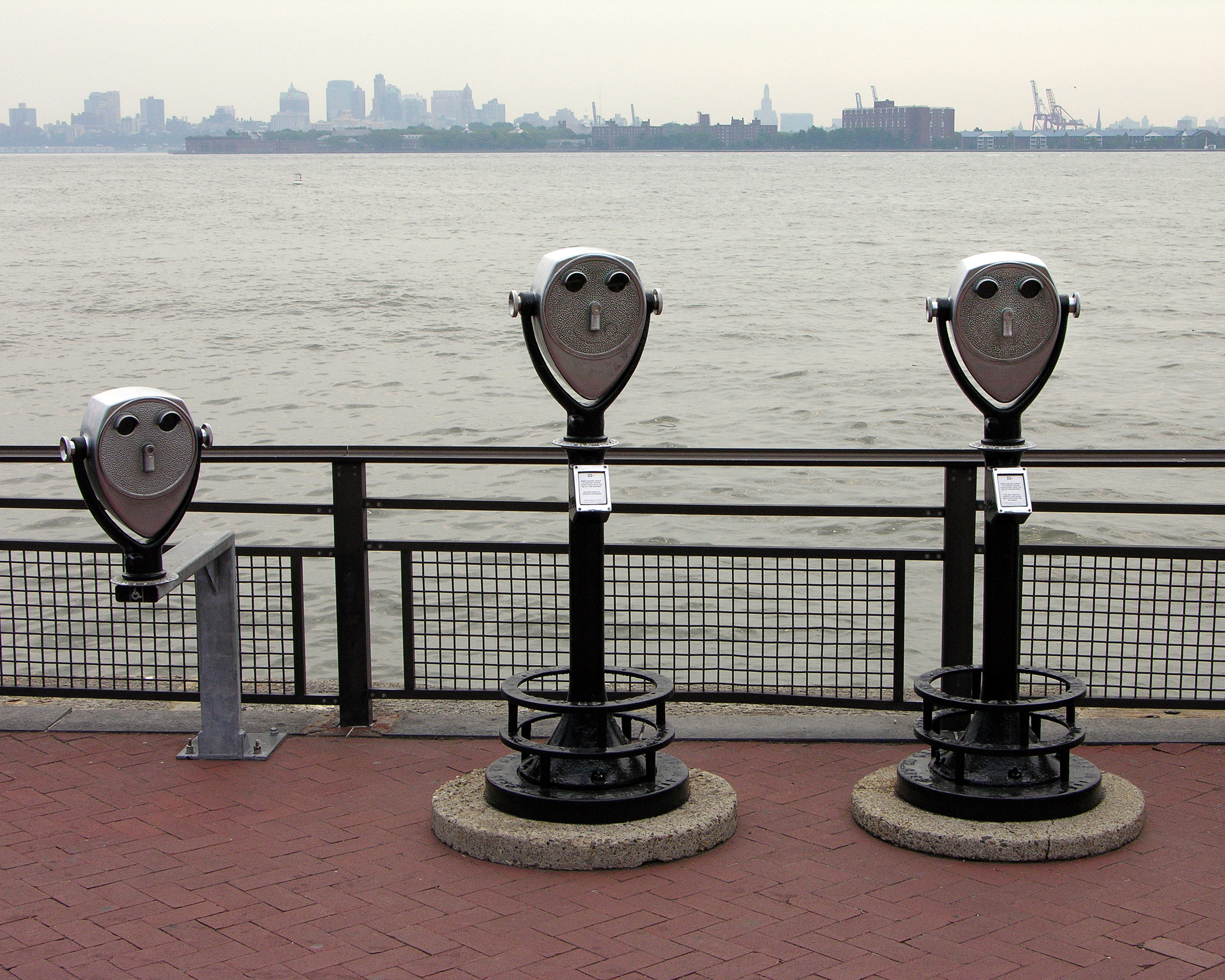
جزيرة الحرية "الأجانب". الجزيرة يقدم إطلالة بانورامية على ميناء نيويورك.

وفقا لمكتب التعداد بالولايات المتحدة، الجزيرة لديها أرض مساحتها 59558 متر مربع، أو 14,717 فدان، والذي هو ملك للحكومة الاتحادية. وتقع جزيرة الحرية في أعالي خليج نيويورك تحيط بها المياه من جيرسي سيتي بولاية نيو جيرسي، ولكن أجزاء التي بنيت والأحواض تندرج تحت الولاية القضائية لمدينة نيويورك. التطورات التاريخية التي أدت إلى هذا البناء خلق حالة نادرة من معتزل من دولة واحدة، نيويورك، حيث تقع في بلد آخر، ولاية نيو جيرسي. ويتم تشغيل الجزيرة من قبل دائرة الحدائق الوطنية، ومنذ 11 سبتمبر 2001، تحت حراسة من قبل دوريات حول على مدار الساعة للولايات بارك حدة دوريات الشرطة البحرية المتحدة. جزيرة الحرية هي 2000 قدم (600 م) إلى الشرق من ليبرتي الدولة بارك في جيرسي سيتي وميل النظام الأساسي 1-5/8 (2.6 كيلومتر) إلى الجنوب الغربي من باتري بارك في مانهاتن السفلى. لا يسمح وصول الجمهور إلا عن طريق العبارات من أي من الحدائق الاثنين ، وبما يخدم أيضا في مكان قريب جزيرة إليس إلى الشمال. رحلات نافخ البوق والأحداث، التي تعمل تحت اسم الزوارق تمثال، حاصل على الامتياز الحصري لخدمة العبارات من وإلى الجزيرة.